# Concours international de musique Maria-Canals

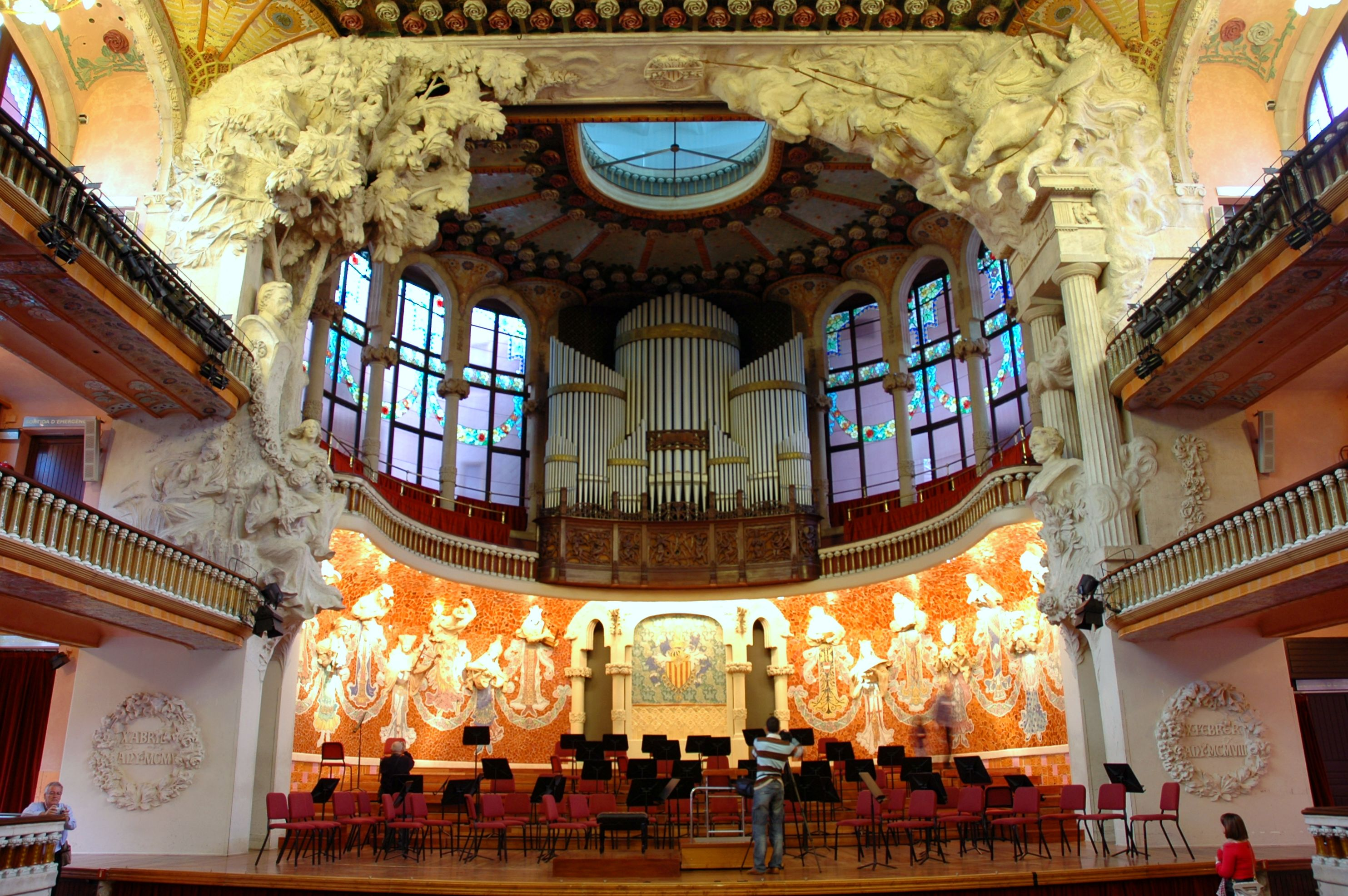
Scène du Palau de la Música Catalana

Le Concours international de musique Maria Canals est un concours de piano qui a lieu tous les ans au Palau de la Música Catalana de Barcelone depuis 1954. Il a été fondé par  Maria Canals et son mari Rossend Llates avec la collaboration, entre autres, de Fèlix Millet i Maristany, Marià Espinal et Manuel Blancafort.
En plus du concours de piano, en certaines occasions, ont été organisés des concours pour le chant, le violon, le violoncelle, la guitare, la flûte, la percussion et la musique de chambre.

## Lauréats
- 1954 Cat. masc:  Espagne : Miguel Farré Mallofré. Cat. fem:  Espagne : Maria Neus Miró
- 1956 Cat. masc:  Allemagne : Klaus Börner et  Italie : Giorgio Radicula. Cat. fem:  Suisse :  Aline Demierre et  Espagne :  Núria Escofet
- 1957 Cat. masc:  Italie : Alberto Colombo. Cat. fem:  France : Thérèse Castaigne
- 1958  France : Françoise Thinat
- 1959 non attribué
- 1960  Pologne : Andrzej Jasiński
- 1961  France : Catherine Silie
- 1962  Uruguay : Dinorah Varsi
- 1963 non attribué
- 1964  Suède : Dag Achatz
- 1965  États-Unis : James Tocco
- 1966  Espagne : Leonora Milà
- 1967 non attribué
- 1968  Argentine : Christina Viñas
- 1969  États-Unis : Joseph Fennimore
- 1970  Pérou : Lupe Parrondo
- 1971  Italie : Suzanna Bavari
- 1972  Hongrie : Klára Barányi
- 1973  États-Unis : Jonathan Purvin
- 1974 non attribué
- 1975 non attribué
- 1976  Japon : Yasuto Sugimoto
- 1977  Allemagne : Arnulf von Arnim
- 1978  France : Bernard d'Ascoli
- 1979 non attribué
- 1980  Union soviétique : Yuri Rosum
- 1981 non attribué
- 1982  Japon : Hiromi Okada
- 1983 non attribué
- 1984 non attribué
- 1985 non attribué
- 1986  Japon : Chiharu Sakai
- 1987 non attribué
- 1988  Chine : Zhong Xu
- 1989  Argentine : Gerardo Vila
- 1990  France : Mathieu Papadiamandis
- 1991  Union soviétique : Yuri Martinov
- 1992  Lettonie : Armands Abols
- 1993  Israël : Amir Katz
- 1994  Russie : Sviatoslav Lips
- 1995  Corée du Sud : Won Kim
- 1996 non attribué
- 1997 non attribué
- 1998  Hongrie : Peter Koczor
- 1999  Russie : Kirill Gerstein
- 2000  Japon : Yusuke Kikuchi
- 2001  Japon : Yurie Miura
- 2002  Royaume-Uni : Viv McLean
- 2003  Ukraine : Inesa Synkevich
- 2004  Pologne : Piotr Machnik
- 2005  Chine : Jue Wang
- 2006  Espagne : José Enrique Bagaría
- 2007  Serbie : Mladen Colic
- 2008  Croatie : Martina Filjak
- 2009  Lettonie : Vestards Šimkus
- 2010  Ukraine : Denis Zhdanov
- 2011  Pologne : Mateusz Borowiak
- 2012  Corée du Sud : Soo Jung Ann
- 2013  Ukraine : Stanislav Khristenko
- 2014  Ukraine : Regina Chernychko
- 2015  Ukraine : Danylo Saienko